# Z40-es zónázó személyvonat
A Z40-es zónázó személyvonat Budapesten, Pest, Fejér és Tolna vármegyékben közlekedő Budapesti elővárosi zónázó személyvonat volt. A vonat munkanapokon és vasárnap napi egy alkalommal közlekedett Budapest-Déli pályaudvarról Dombóvárig. Vonatszáma 8018 volt.

## Története
2022. június 18-ától a vasárnap Dombóvárig közlekedő korábbi G40-es személyvonat Z40-es viszonylatjelzéssel közlekedik, valamint megáll Iváncsa megállóhelyen is.
A 2022–2023. évi menetrendváltástól a vonatok Sáregres, Belecska, Szárazd, Regöly, Dúzs és Csibrák megállóhelyeken csak feltételesen álltak meg.
2024. április 7-ei menetrend módositással megszűnt, de mivel Budapest-Déli és Budapest-Kelenföld között pályakarbantartási munkálatokat végeztek, ez idő alatt a vonat Pusztaszabolcstól közlekedett S40-es személyvonatként. Utolsó járat április 1-jén közlekedett.

## Útvonala
| Az átszállási kapcsolatok között az azonos útvonalon, de sűrűbb megállási renddel közlekedő S40 -es személyvonat nincs feltüntetve. |                                 | |
| Perc (↓) | Állomás                         | Átszállási kapcsolatok |
| 0 | Budapest-Déli induló végállomás | |
| 7 | Budapest-Kelenföld              | 1, 19, 49 8E, 40, 40B, 40E, 53, 58, 87, 87A, 88, 88A, 101B, 101E, 108E, 141, 150, 150B, 153, 154, 172, 173, 187, 188, 188E, 250, 250B, 251, 251A, 251E, 272 689, 691, 710, 712, 715, 720, 722, 724, 725, 727, 731, 732, 734, 735, 736, 760, 762, 763, 764, 767, 770, 774, 775, 778, 779, 798, 799 S10 , G10 , S12 , S30 , G30 , Z30 , S34 , S35 , S36 , S42 , G42 , G43 , IC, EC, EN, személyvonat, sebesvonat, gyorsvonat, expresszvonat, |
| 19 | Érd felső                       | 700, 705, 710, 712, 715, 720, 722, 731, 733, 734, 735, 736, 738, 741, 742, 744, 745, 746, 755 1120, 1134 S42 , G42 , G43 |
| 25 | Százhalombatta                  | 705, 708, 709, 710, 712, 715, 756 1120, 1134 S42 , G42 |
| 45 | Iváncsa                         | 8236 S42 |
| 49 | Pusztaszabolcs                  | 718, 750, 8234 S42 , G42 , S440 |
| 55 | Szabadegyháza                   | 8032 |
| 60 | Sárosd                          | 8035, 8037, 8039 |
| 66 | Nagylók                         | 8039 |
| 74 | Sárbogárd                       | Helyközi buszok IC, InterRégió, személyvonat |
| 81 | Rétszilas                       | S432 |
| 84 | Sáregres                        | S431 |
| 92 | Simontornya                     | 8066, 8271, 8310, 8333 S431 , IC |
| 98 | Tolnanémedi                     | |
| 103 | Pincehely                       | Helyközi buszok IC |
| 107 | Belecska                        | |
| 112 | Keszőhidegkút-Gyönk             | Helyközi buszok |
| 115 | Szárazd                         | |
| 117 | Regöly                          | |
| 122 | Szakály-Hőgyész                 | Helyközi buszok |
| 126 | Dúzs                            | |
| 130 | Csibrák                         | |
| 133 | Kurd                            | Helyközi buszok |
| 140 | Döbrököz                        | Helyközi buszok |
| 147 | Dombóvár érkező végállomás      | 1, 1A, 2, 2A, 10, 11, 21 Helyközi buszok IC |